# Laatvlieger
De laatvlieger (Eptesicus serotinus) is een vleermuis uit de familie der gladneuzen (Vespertilionidae). Hij dankt zijn Nederlandse naam aan het feit dat hij later uitvliegt dan een andere grote vleermuissoort, de rosse vleermuis of vroegvlieger. De laatvlieger kan rabiës (ook wel hondsdolheid genoemd) hebben.

## Beschrijving
De laatvlieger is een grote, breedvleugelige vleermuissoort. De vacht is aan de bovenzijde donker rookbruin; de punten kunnen goudkleurig zijn en licht glanzen. De onderzijde is geelbruin; er loopt echter geen duidelijke grens tussen beide zijden. De oren en snuit zijn zwart, en de brede vleugels zijn donkerbruin tot zwart. De oren zijn relatief klein en driehoekig.
De kop-romplengte is 58 tot 80 millimeter, met een staart van 46 tot 57 millimeter. De spanwijdte is 32 tot 38 centimeter en hij weegt 15 tot 30 gram.

## Voedsel en gedrag
De laatvlieger is een nachtdier. Een kwartier tot dertig minuten na zonsondergang vliegen ze uit. De hele kolonie vliegt rond dezelfde tijd uit; na ongeveer tien minuten is het grootste gedeelte uitgevlogen. Vroeg in het jaar zijn de laatvliegers al na een halfuurtje terug, later in het jaar vliegen ze langer uit. Ook vliegen ze een tweede keer uit. Bij terugkeer cirkelt de laatvlieger eerst rond het verblijf voor hij naar binnen vliegt.
De laatvlieger vliegt tijdens de jacht zelden verder dan twee kilometer ver. De vlucht is langzaam en fladderend, met steile duiken. Hij jaagt tussen de 20 centimeter tot 10 meter boven de grond, langs opstaande elementen als heggen, bomen, lantaarnpalen en huizen. Ook vliegt hij graag in tuinen en langs bosranden. Vroeg in het jaar jagen ze op muggen, vliegen en kleine motten, maar later in het jaar vangen ze ook grotere insecten, als meikevers en grotere motten. Meestal vangen en eten ze de insecten in de lucht. Soms jagen ze in groepjes.
Kraamkamers bevinden zich voornamelijk in gebouwen, in holle muren, kerkzolders of houtstapels. Een enkele keer zijn ze ook in bomen te vinden. Een kraamkamer bestaat uit tien tot vijftig vleermuizen. In Zuid-Engeland is een kolonie van tweehonderd vrouwtjes aangetroffen. De kraamkolonies worden soms gedeeld met dwergvleermuis en grootoorvleermuis, een enkele keer ook met franjestaart, baardvleermuis en rosse vleermuis. Mannetjes verblijven zomers in gebouwen, onder daken, en in vogelhuisjes en in vleermuiskasten. Meestal leven ze solitair of in kleine groepjes.
Laatvliegers zijn standvleermuizen: de afstanden tussen zomer- en winterverblijf zijn vrij klein, maximaal 50 km. Winterverblijven worden zelden aangetroffen, en er is vrij weinig bekend over de overwintering. Waarschijnlijk verblijven laatvliegers ook 's winters in de zolders en kelders van gebouwen. Een enkel mannetje wordt soms aangetroffen in muren, daken en spleten. De winterslaap duurt van november tot maart, april. Als de temperatuur hoog genoeg is, jaagt de soort ook 's winters.
De laatvlieger kan 24 jaar oud worden. Tijdens de vlucht maken ze soms een knarsend geluid.

## Voortplanting
De paartijd valt in september en oktober. De paring kan soms enkele uren duren. De vrouwtjes trekken in april en mei naar de kraamkamers. Eind juni worden de eerste jongen geboren. Soms kunnen nog midden augustus jongen geboren worden. De jongen zijn blind en wegen bij de geboorte 5,2 tot 6,2 gram. Na drie tot vier dagen gaan de ogen open. Binnen drie weken maken de jongen hun eerste vlucht, en na zes weken jagen ze zelf op voedsel. Ze worden rond die tijd (6-7 weken) gespeend.
Begin september zijn de meeste kraamkamers verlaten, alhoewel sommigen nog tot begin oktober bevolkt blijven. De jongen hebben een donkere, bijna zwarte vacht. In de eerste zomer zijn de laatvliegers geslachtsrijp.

## Verspreiding en leefgebied
De laatvlieger komt het liefst voor in licht beboste parken en grasvelden, ook in stedelijk gebied. Jagen doet hij voornamelijk over weiden, parken en bosranden, heggen en langs wegen. Soms waagt hij zich ook in het bos.
De laatvlieger komt voor in Europa (behalve Scandinavië, Schotland, Ierland, IJsland, Noord-Rusland) en Noordwest-Afrika (van Marokko tot Libië), oostwaarts van Klein-Azië en Zuid-Rusland via de Kaukasus, Kazachstan en Iran tot de Himalaya. Ook wordt hij aangetroffen in Oost-Azië, in Mongolië, China, Korea en Taiwan. Hij is in Nederland en België vrij algemeen.